# Neosalanx reganius
Neosalanx reganius är en fiskart som beskrevs av Wakiya och Takahashi, 1937. Neosalanx reganius ingår i släktet Neosalanx och familjen Salangidae. Inga underarter finns listade i Catalogue of Life.
Den största registrerade individen av hankön var 7 centimeter lång.
Denna fisk lever endemisk på ön Kyushu i Japan. Den hittas endast i Fukuoka prefektur och Saga prefektur. Arten vistas i mynningsvikar (estuarium) av mindre vattendrag i större floder. Vattendragens botten behöver bestå av sand. Födan utgörs främst av kräftdjur från släktena Sinocalanus och daphnier (Daphnia).
Dammbyggnader och andra förändringar av vattendragens lopp hotar beståndet. Neosalanx reganius saknas därför i några områden där den tidigare levde. IUCN kategoriserar arten globalt som starkt hotad.